# ルートヴィッヒ・デ・クードル
ルートヴィッヒ・デ・クードル（Ludwig „Louis“ Des Coudres、1820年5月10日 - 1878年12月23日）はドイツの画家である。歴史画や肖像画を描いた。カールスルーエのバーデン大公国美術学校の教授を務めた。

## 略歴
ヘッセン州のカッセルで生まれた。生家はスイスを出自とする家系で、父親は織物工場の3代目のオーナーであったが、ルートヴィッヒが2歳の時に亡くなった。家族の友人で、カールスルーエの美術学校の校長、ルートヴィッヒ・フンメル(Ludwig Hummel (1770-1840)の影響で絵を描き始めた。
1836年から専門学校で建築を学び始め、翌年、美術学校でルートヴィッヒ・グリムのもとで学び始めたが、その教育には不満で、友人2人と学校をやめてスタジオを開いた後、1839年にミュンヘンに移り、ミュンヘン美術院でユリウス・シュノル・フォン・カロルスフェルトに学んだ。1843年にはローマを訪れ、ローマで修行していたヨハン・ヴィルヘルム・シルマーと親しくなった。シルマーの勧めで、デュッセルドルフ美術アカデミーに学び、フリードリッヒ・ヴィルヘルム・フォン・シャドーやカール・フェルディナンド・ゾーンの指導を受け、肖像画を描くようになった。
1854年に後にバーデン大公国の大公になるフリードリヒ1世によってカールスルーエに新たに美術学校が創設され、シルマーが初代の校長になると、シルマーの推薦で1855年に教授に任じられた。教師として有能で、教えた学生にはハンス・トーマやルドルフ・エップらがいた。1858年に結婚し、風景画家となるアドルフ・デ・クードル（Adolf Des Coudres1862-1924）が生まれた。1863年にシルマーが亡くなると美術学校の運営を引き継いだが、翌年氷の上での転倒事故によって深刻な負傷を負って、活動を阻害されることになった。

## 作品

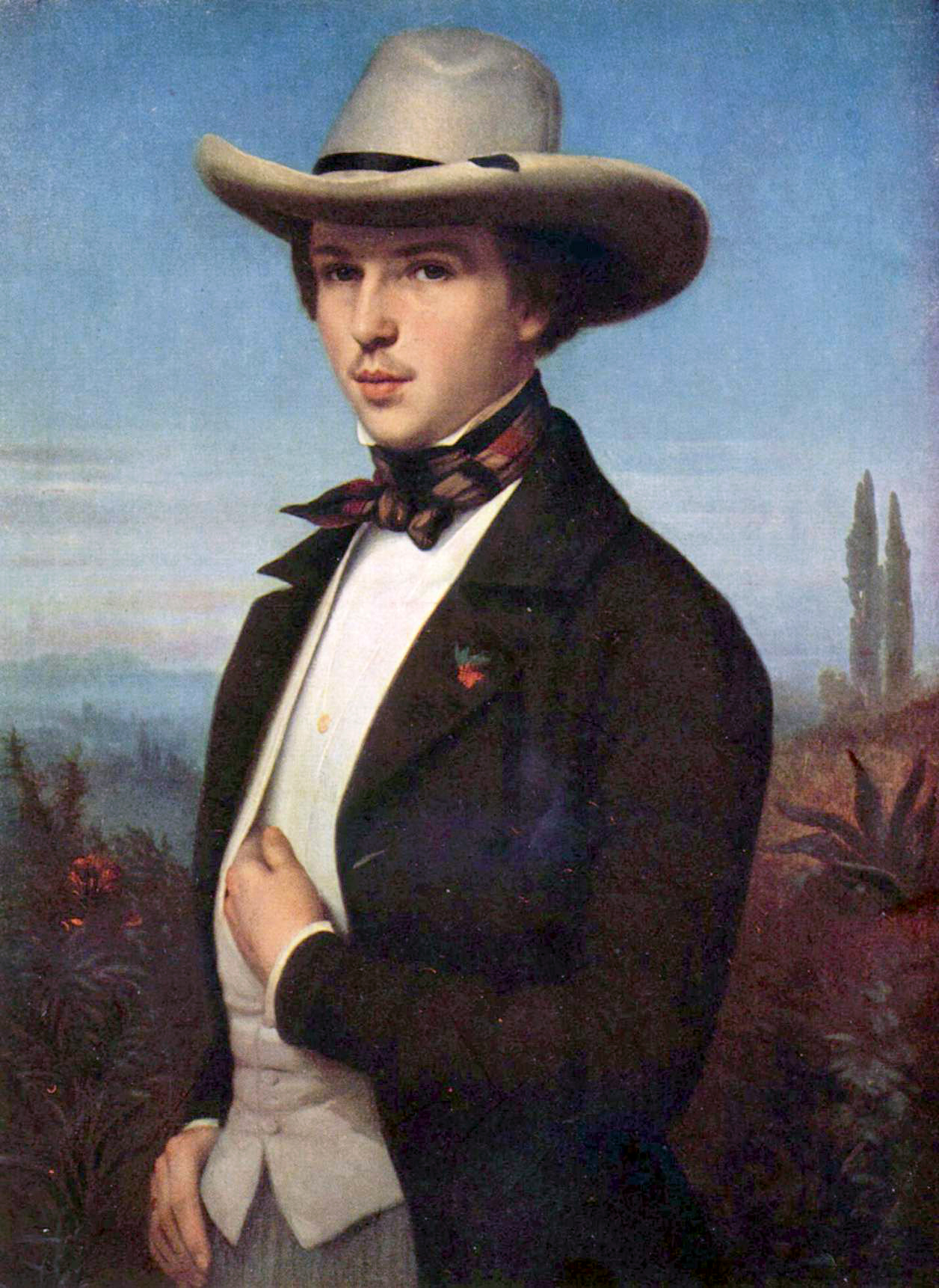
オスヴァルト・アッヒェンバッハ (1847)
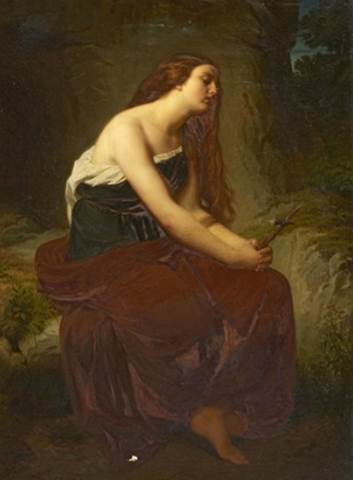
マグダラのマリア (1852)
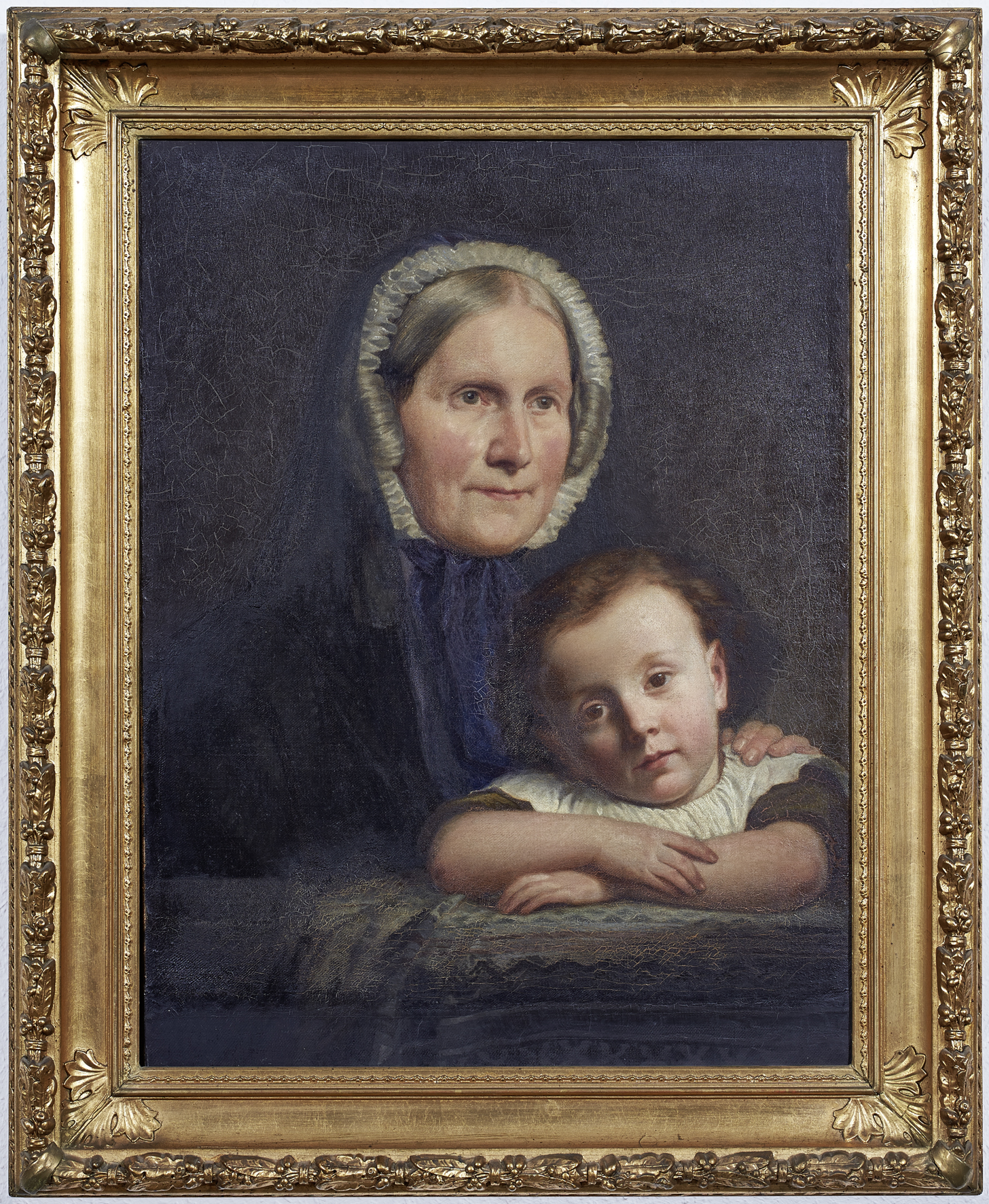
母子像 (1865)
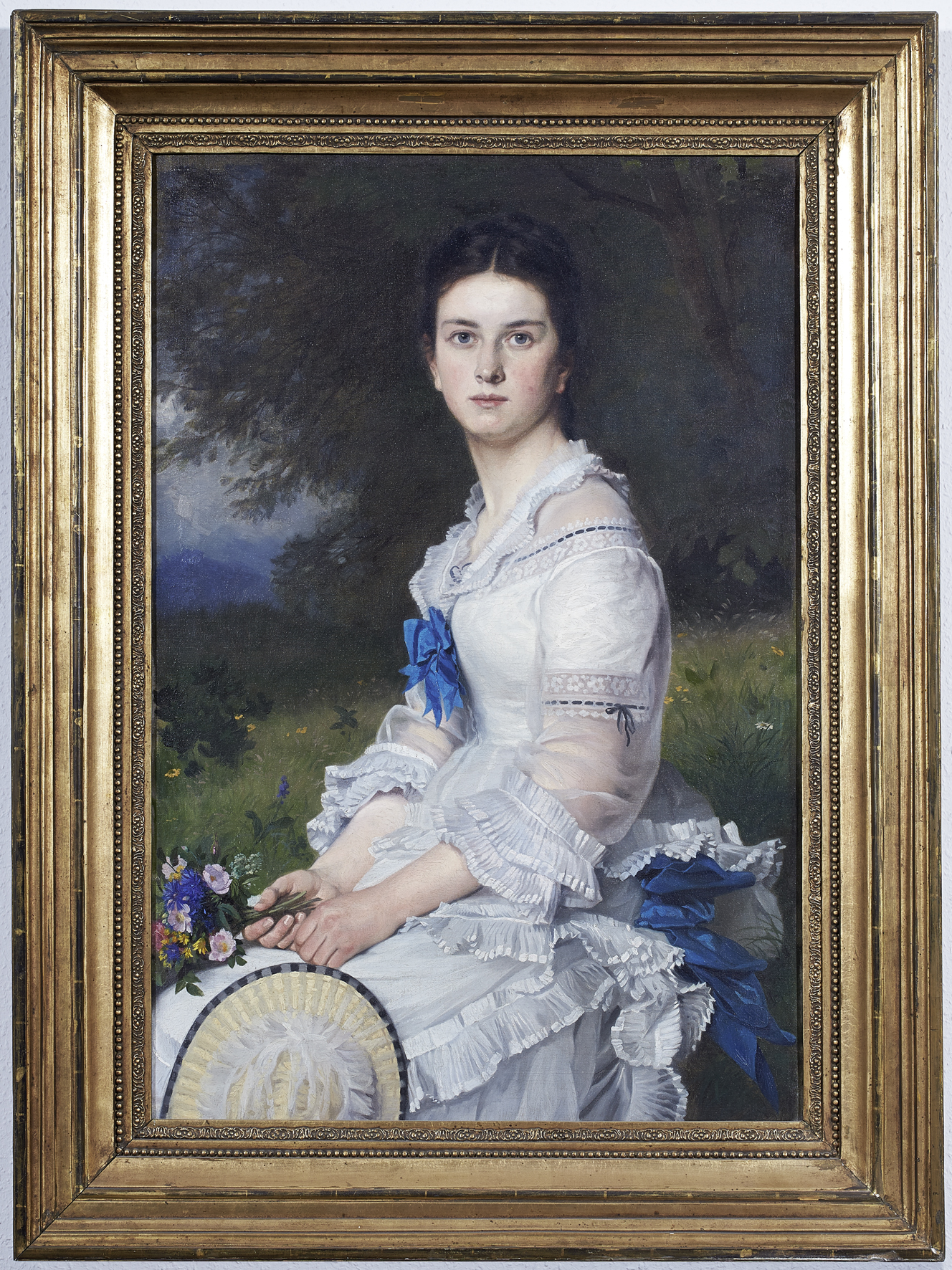
娘の肖像(1877)